# Elecciones generales de Burkina Faso de 2020
Las elecciones generales de Burkina Faso de 2020 se celebrarán el 22 de noviembre de 2020, con el propósito de elegir al Presidente y la Asamblea Nacional del país.
En las elecciones presidenciales, el actual presidente Roch Marc Christian Kaboré del Movimiento Popular para el Progreso fue reelegido en la primera vuelta con el 57,7% de los votos, evitando la necesidad de una segunda vuelta. El principal foco de campaña de los principales candidatos presidenciales fue la creciente inseguridad en el país con el aumento del terrorismo y la violencia étnica.

## Sistema electoral
El Presidente de Burkina Faso es elegido mediante el sistema de balotaje; si ningún candidato obtiene la mayoría de los votos en la primera vuelta, se llevará a cabo una segunda vuelta.
Los 127 miembros de la Asamblea Nacional son elegidos por representación proporcional; 111 son elegidos desde 45 distritos electorales de varios miembros con entre dos y nueve escaños, y 16 son elegidos desde un solo distrito electoral a nivel nacional.

## Situaciones
Debido a la inestabilidad, la comisión electoral no pudo realizar el registro de votantes en más del 17% del país. Cincuenta y dos de los 127 miembros del parlamento sugirieron que no podrían hacer campaña en su distrito electoral debido a preocupaciones de seguridad.  Con una mayor presión del gobierno para que no pospusiera las elecciones, la Asamblea Nacional aprobó un proyecto de ley el 24 de agosto para introducir una cláusula de fuerza mayor. La cláusula permitió que las elecciones continuaran con normalidad y en áreas donde la inseguridad limitaba la realización de la votación, los resultados de los colegios electorales que pudieron abrir dictaron el resultado para toda la circunscripción.  Al comienzo del período de campaña, los municipios de seis de las trece Regiones de Burkina Faso tenían casos de fuerza mayor.
La pandemia de COVID-19 también impidió el registro de votantes entre el 30 de marzo y el 25 de mayo.
El día de las elecciones, la votación no tuvo lugar en 926 de los 19,836 colegios electorales, lo que privó del derecho al voto a 596,756 votantes registrados.

## Resultados

### Elección presidencial
| Candidato                                                            | Partido                                          | Votos     | %      |
| -------------------------------------------------------------------- | ------------------------------------------------ | --------- | ------ |
| Roch Marc Christian Kaboré                                           | Movimiento del Pueblo para el Progreso           | 1,654,982 | 57.87  |
| Eddie Komboïgo                                                       | Congreso por la Democracia y el Progreso         | 442,742   | 15.48  |
| Zéphirin Diabré                                                      | Unión para el Progreso y la Reforma              | 356,388   | 12.46  |
| Kadré Désiré Ouédraogo                                               | Organizarse                                      | 95,977    | 3.36   |
| Tahirou Barry                                                        | Partido del Renacimiento Nacional                | 62,639    | 2.19   |
| Ablassé Ouedraogo                                                    | Faso Alternativa                                 | 51,575    | 1.80   |
| Gilbert Noël Ouédraogo                                               | Alianza para la Democracia y la Federación       | 44,347    | 1.55   |
| Yacouba Isaac Zida                                                   | Movimiento Patriótico para la Salvación          | 43,403    | 1.52   |
| Abdoulaye Soma                                                       | Movimiento Sol del Futuro                        | 40,217    | 1.41   |
| Segui Ambroise Farama                                                | Organización de Pueblos Africanos – Burkina Faso | 25,783    | 0.90   |
| Kiemdoro do Pascalo Sessouma                                         | Visión Burkina                                   | 20,158    | 0.70   |
| Yéli Monique Kam                                                     | Movimiento por el Renacimiento de Burkina Faso   | 15,124    | 0.53   |
| Claude Aimé Tassembedo                                               | Independiente                                    | 6,449     | 0.23   |
|                                                                      |                                                  |           |        |
| Votos válidos                                                        | Votos válidos                                    | 2,859,784 | 95.86  |
| Votos nulos/en blanco                                                | Votos nulos/en blanco                            | 133,496   | 4.14   |
| Total                                                                | Total                                            | 2,993,280 | 100.00 |
| Votantes registrados/participación                                   | Votantes registrados/participación               | 5,893,406 | 50.79  |
| Fuente: CENI Archivado el 4 de diciembre de 2020 en Wayback Machine. |                                                  |           |        |

### Elección a la Asamblea Nacional
| Partido                   | Partido                                                               | Votos     | %      | Escaños | Escaños | Escaños | +/-         |
| Partido                   | Partido                                                               | Votos     | %      | Nac.    | Prov.   | Total   | +/-         |
| ------------------------- | --------------------------------------------------------------------- | --------- | ------ | ------- | ------- | ------- | ----------- |
|                           | Movimiento del Pueblo para el Progreso (MPP)                          | 968,980   | 34.59  |         |         | 56      | 1           |
|                           | Congreso por la Democracia y el Progreso (CDP)                        | 371,633   | 13.27  |         |         | 20      | 2           |
|                           | Unión para el Progreso y la Reforma (UPC)                             | 285,202   | 10.18  |         |         | 12      | 21          |
|                           | Nuevos Tiempos para la Democracia (NTD)                               | 155,995   | 5.57   |         |         | 13      | 10          |
|                           | Alianza para la Democracia y la Federación (ADF-RDA)                  | 69,179    | 2.47   |         |         | 3       | Sin cambios |
|                           | Unión para el Renacimiento-Movimiento Sankarista (UNIR-PS)            | 68,727    | 2.45   |         |         | 5       | Sin cambios |
|                           | Agrupación Patriótica por la Integridad (RPI)                         | 67,304    | 2.40   |         |         | 3       | Nuevo       |
|                           | Partido por el Desarrollo y el Cambio (PDC)                           | 56,407    | 2.01   |         |         | 3       | 3           |
|                           | Movimiento por la Burkina del Futuro (MBF)                            | 55,136    | 1.97   |         |         | 4       | Nuevo       |
|                           | Nueva Alianza de Faso (NAFA)                                          | 48,499    | 1.73   |         |         | 0       | 12          |
|                           | Convención Nacional por El Progreso (CNP)                             | 37,042    | 1.32   |         |         | 2       | Nuevo       |
|                           | Organizarse (AE)                                                      | 36,163    | 1.29   |         |         | 2       | Nuevo       |
|                           | Alianza Panafricana por la Refundación (APR)                          | 29,577    | 1.06   |         |         | 1       | Nuevo       |
|                           | Partido por la Democracia y el Socialismo (PDS/Metba)                 | 27,757    | 0.99   |         |         | 1       | Sin cambios |
|                           | Convergencia por el Progreso y la Solidaridad - Generación 3 (CPS-G3) | Nuevo     |        |         |         | 1       | Nuevo       |
|                           | Progresistas Unidos por la Renovación (PUR)                           | Nuevo     |        |         |         | 1       | Nuevo       |
|                           | Partido del Renacimiento Nacional (PRN)                               |           |        |         |         | 0       | 2           |
|                           | La Faso de Otro Modo (FA)                                             |           |        |         |         | 0       | 1           |
|                           | Organización por la Democracia y el Trabajo (ODT)                     |           |        |         |         | 0       | 1           |
|                           | Unión por una Burkina Nueva (UBN)                                     |           |        |         |         | 0       | 1           |
|                           | Agrupación por la Democracia y el Socialismo (RDS)                    |           |        |         |         | 0       | 1           |
|                           | Frente de las Fuerzas Sociales (FFS)                                  |           |        |         |         | 0       | Sin cambios |
|                           | Movimiento por la Democracia en África (MDA)                          |           |        |         |         | 0       | 1           |
|                           | Otros partidos                                                        |           |        |         |         | 0       |             |
|                           |                                                                       |           |        |         |         |         |             |
| Votos válidos             | Votos válidos                                                         | 2,801,272 | 95.68  |         |         |         |             |
| Votos blancos y nulos     | Votos blancos y nulos                                                 | 126,487   | 4.32   |         |         |         |             |
| Total                     | Total                                                                 | 2,927,759 | 100.00 | 16      | 111     | 127     | Sin cambios |
| Inscritos / participación | Inscritos / participación                                             | 5,895,773 | 49.66  |         |         |         |             |